# Carlos May Figueira

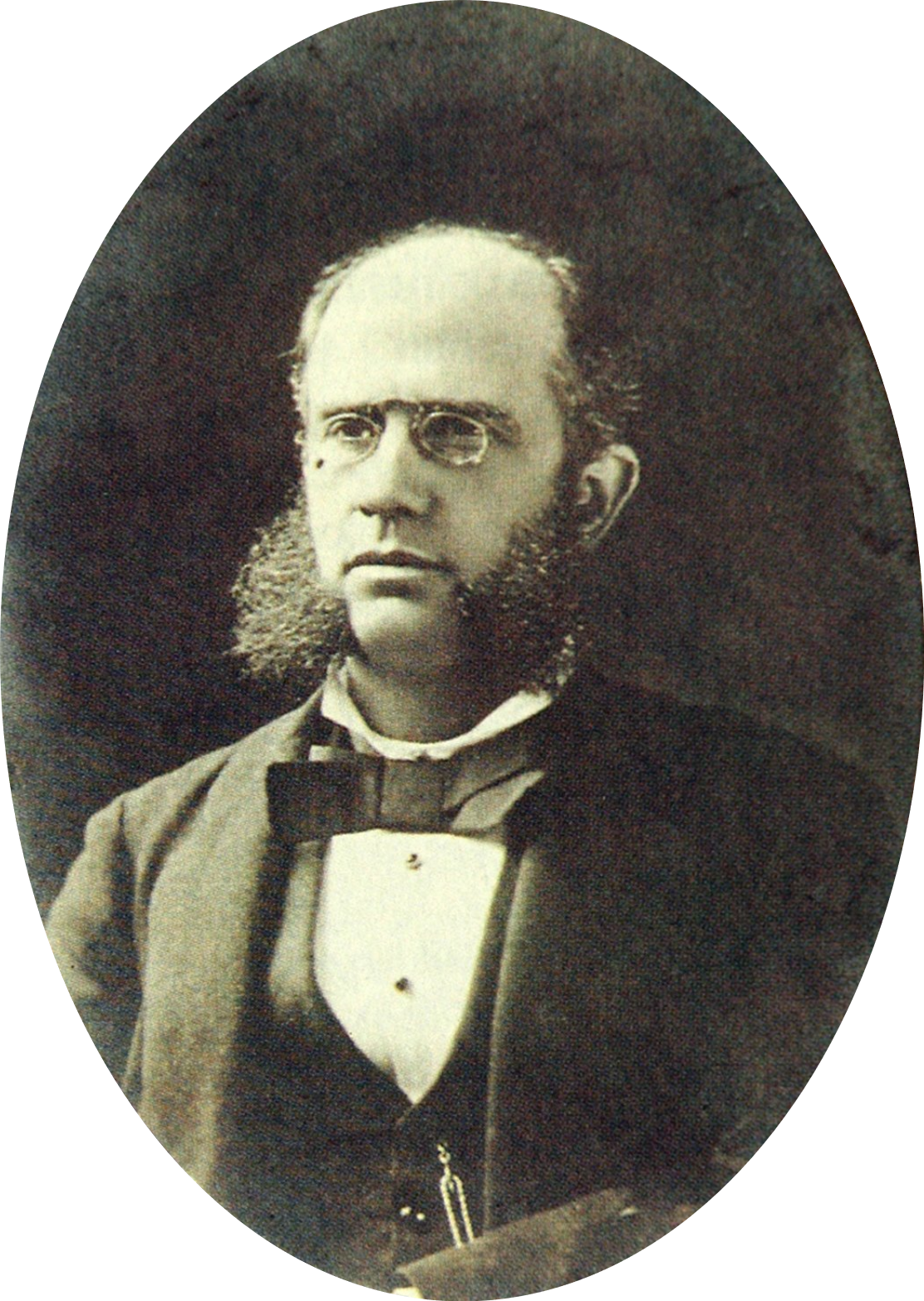
O Dr. May Figueira

Carlos Miguel Augusto May Figueira (29 de Setembro de 1829 – 28 de Maio de 1913) foi um médico português do século XIX, e professor da Escola Médico-Cirúrgica de Lisboa. Deve-se a May Figueira a introdução dos estudos de microscopia em Portugal, que promoveu na década de 1860.
Tendo nascido em Lisboa, concluiu o curso de Medicina pela Universidade de Coimbra, após o qual seguiu para Bruxelas onde se doutorou em 1855. Antes de regressar a Portugal, frequenta no Collège de France o curso do microscopista Charles Robin e passa ainda por Londres. Em 1859, aos 30 anos de idade, ingressa no corpo docente da Escola Médico-Cirúrgica de Lisboa, tendo sido regente da cadeira de Anatomia por um ano, e da cadeira de Clínica Médica por vinte. Nesta posição, exerceu uma decisiva influência no ensino e na prática médica, por ter estando entre os primeiros a compreender a importância do laboratório em clínica e a introduzir o uso de métodos laboratoriais como instrumentos de diagnóstico.
O seu interesse pelo microscópio fez de May Figueira um dos precursores dos estudos em Histologia em Portugal: neste sentido, organizou na Escola Médico-Cirúrgica de Lisboa, em 1863 e em 1864, cursos sobre o assunto, muito avançados para a época, e frequentados por estudantes e professores.